# جن‌گیر ۳
جن‌گیر ۳ (به انگلیسی: Exorcist III) یک فیلم ترسناک و روان شناختی آمریکایی به کارگردانی ویلیام پیتر بلتی که در سال ۱۹۹۰ منتشر شده‌است. این سومین فیلم از مجموعه فیلم‌های جن گیر است و اقتباس از رمانی به همین نام است. از بازیگران این فیلم می‌توان به جورج سی. اسکات، جیسون میلر، اد فلاندر، براد دوریف و نیکول ویلیامسون اشاره کرد.
داستان این فیلم ۱۷ سال پس از فیلم اول می‌گذرد و بدون توجه به اتفاقات فیلم دوم روایت می‌شود. پس از شکست تجاری فیلم جن گیر ۲: مرتد این فیلم با نقدها و فروشی متوسط مواجه شد.

## داستان
در سال ۱۹۹۰، هفده سال پس از جن‌گیری ریگان مک نیل در سال ۱۹۷۳، Fr. دایر (اد فلاندرز) و ستوان ویلیام اف. دیمین کاراس. شب بعد، حادثه ای در یک کلیسا رخ می‌دهد که نشان دهنده حضور یک موجود ماوراء طبیعی شیطانی است که باعث می‌شود یک صلیب زنده شود. سپس صحنه بعدی با چشم‌انداز مردی که در خیابان‌ها راه می‌رود و از رؤیای «سقوط از پله‌های طولانی» صحبت می‌کند، نشان می‌دهد که شخصی در حال ارتکاب قتل‌های مرتبط با مرگ کراس است.
صبح روز بعد، کیندرمن برای یافتن جسد توماس کینتری، یک جوان سیاه‌پوست فراخوانده می‌شود. اثر انگشت در صحنه‌های جنایت با هم مطابقت ندارد و نشان می‌دهد که فرد دیگری مسئول هر قتل بوده‌است. کیندرمن به کارکنان بیمارستان فاش می‌کند که این قتل‌ها با شیوهٔ عمل جیمز ونامون (براد دوریف)، یا «قاتل جمینی»، قاتل زنجیره‌ای که پانزده سال قبل اعدام شده بود، مطابقت دارد.
کیندرمن از رئیس بخش روانپزشکی دکتر تمپل (اسکات ویلسون) دیدن می‌کند که تاریخچه یکی از بیمارانش را تعریف می‌کند. بیمار پانزده سال پیش با فراموشی در حال سرگردانی بی هدف پیدا شد. او محبوس بود، تا زمانی که خشن شد و ادعا کرد که قاتل جمینی است. کیندرمن می‌بیند که بیمار دوست قدیمی او دیمین کاراس (جیسون میلر) است. به نظر می‌رسد شکل کاراس برای مدت کوتاهی به شکل قاتل جمینی تغییر کرده‌است. او نسبت به کراس اظهار بی اطلاعی می‌کند اما به کشتن پدر می‌بالد. رنگرز.
در آن شب، یک پرستار به قتل می‌رسد و دکتر تمپل خودکشی می‌کند. کیندرمن برای دیدن کاراس که یک بار دیگر به قاتل جمینی تبدیل می‌شود، بازمی‌گردد. The Gemini توضیح می‌دهد که او توسط یک «استاد» کمک می‌کند - همان موجودی که قبلاً ریگان مک نیل را در اختیار داشت. «استاد» از جن‌گیری توسط کاراس خشمگین بود و با استفاده از جسد کاراس به عنوان مجرای برای ادامه قتل خود، انتقام خود را می‌گیرد. هر روز عصر، روح جوزا از بدن کراس خارج می‌شود و سایر بیماران را در جای دیگری در بیمارستان تسخیر می‌کند و از آنها برای ارتکاب قتل استفاده می‌کند. جمینی همچنین فاش می‌کند که دکتر تمپل را مجبور کرده‌است که کیندرمن را نزد او بیاورد.
جمینی یک پیرزن را در اختیار دارد و تلاش می‌کند تا کیندرمن و خانواده‌اش را در خانه‌شان به قتل برساند، اما حمله ناگهانی زمانی پایان می‌یابد که Fr. پل مورنینگ (نیکول ویلیامسون) به بیمارستان می‌رسد و شروع به انجام جن‌گیری از کاراس می‌کند. «استاد» مداخله می‌کند و جسد کراس را در اختیار می‌گیرد و مورنینگ به شدت مثله می‌شود. کیندرمن با عجله به بیمارستان برمی‌گردد و سعی می‌کند کاراس را معدوم کند. کاراس تسخیر شده سپس عذاب می‌دهد و سعی می‌کند کیندرمن را بکشد. صبح موفق می‌شود به هوش بیاید و به کراس می‌گوید که بجنگد. کراس برای مدت کوتاهی اراده آزاد خود را به دست می‌آورد و به کیندرمن می‌گوید که تیراندازی کند، کاراس را می‌کشد و او را هم از دست جوزا و هم از دست «استاد» خود آزاد می‌کند. بعداً کیندرمن تشییع جنازه کاراس را تماشا می‌کند. سال درگذشت کراس بر روی سنگ قبر او ۱۹۷۵ ذکر شده‌است.